# SN 2002cr
SN 2002cr – supernowa typu Ia odkryta 1 maja 2002 roku w galaktyce NGC 5468. W momencie odkrycia miała maksymalną jasność 16,50m.